# La Pera (Guixers)
La Pera és una masia situada al municipi de Guixers, a la comarca catalana del Solsonès.